# Черняк, Афанасий Григорьевич
Афанасий Григорьевич Черняк (15 сентября 1899 — 25 октября 1972) — Герой Советского Союза, гвардии сержант, оружейный номер 220-го гвардейского истребительного противотанкового артиллерийского полка, (48-я армия, 1-й Белорусский фронт). Звание Героя Советского Союза присвоено 22 августа 1944 года.

## Биография

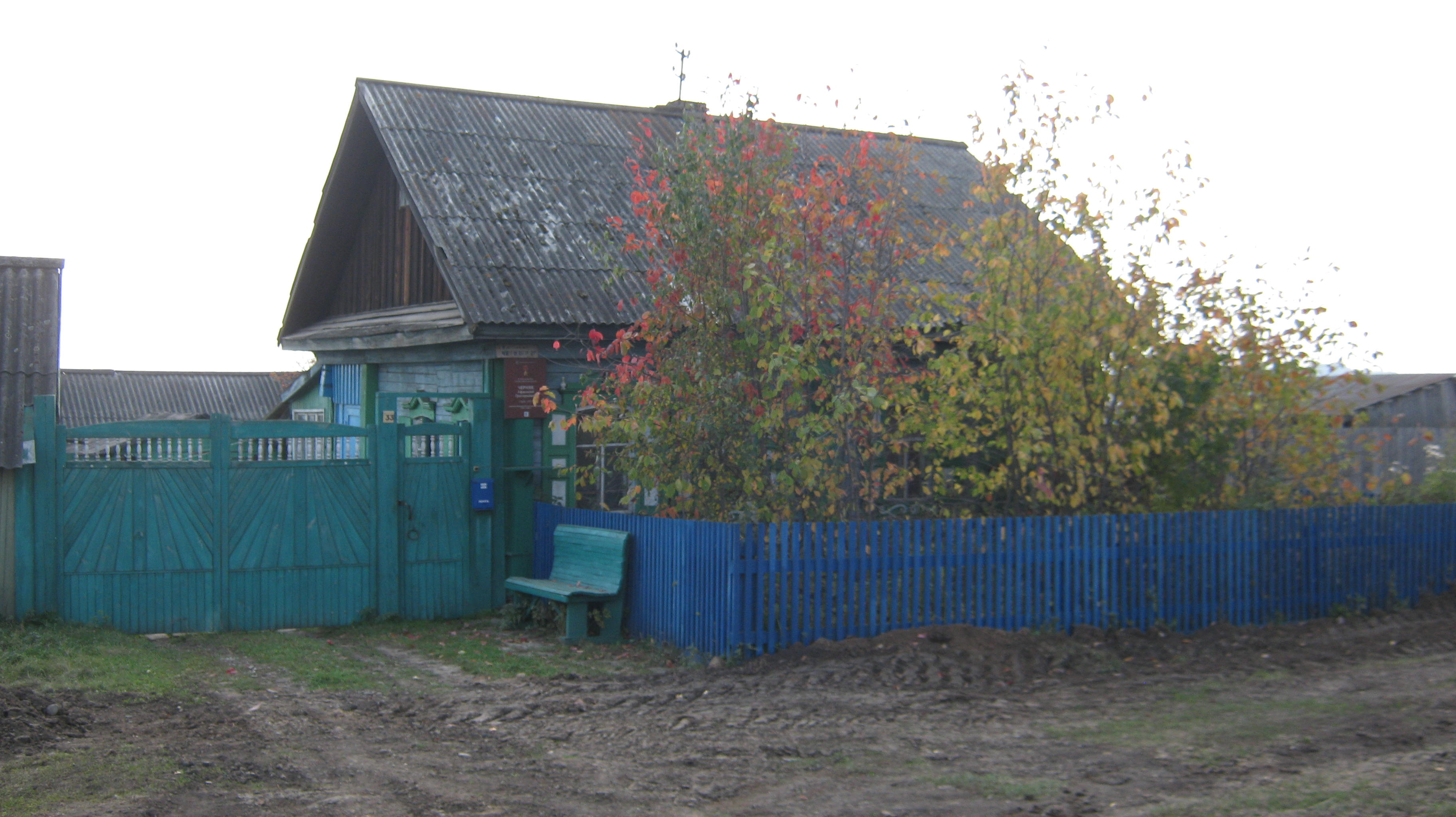
Дом, в котором жил Герой Советского Союза Черняк Афанасий Григорьевич (п. Камарчага, ул. Черняка, 33). Объект культурного наследия регионального значения.

Афанасий Григорьевич родился 15 сентября 1899 года в деревне Покосное ныне Манского района Красноярского края в простой крестьянской семье. Образование получил только начальное. Во времена гражданской войны был участником партизанского отряда Кравченко и Щетинкина, в составе которого участвовал в боях против Колчака и банды Соловьёва. В 1923 году демобилизовался и занимался крестьянством в родном колхозе. С 1930 года работал в лесной промышленности.
В январе 1942 года был призван в Красную Армию Манским РВК. На фронте с июля того же года. 4 июля 1944 года отличился в бою у деревни Узляны (Руденский район Белорусской ССР). Звание Героя Советского Союза присвоено Указом Президиума Верховного Совета СССР от 22 августа 1944 года. Участвовал в разгроме немцев под Вязьмой, воевал на Смоленщине, на Брянском фронте, под Орлом и Курском, закончил свой боевой путь под Кёнигсбергом.
После войны жил и работал на станции Камарчага Манского района. Умер 25 октября 1972 года.  Награждён орденом Ленина, медалями. Именем Черняка Афанасия Григорьевича названа улица в посёлка Камарчага, где он жил и работал до самой смерти.

## Подвиг
Летом 1944 года немцы отступали к Бобруйску по единственно удобному шоссе, с обеих сторон которого тянулись болота. Захват пути отступления советскими войсками хотя бы на одном участке ставил отступающих в тяжёлое положение. Задача перерезать шоссе, закрыть противнику удобный путь для отвода своих войск была возложена на пятую батарею 220-го истребительного противотанкового артиллерийского полка капитана А. Леонтюка. По бездорожью, просёлкам батарея вышла в тыл врага, к шоссе около деревни Узляны. В её составе было всего два 76-миллиметровых орудия — две «дивизионки», как их называли в солдатском обиходе. Командовали орудиями старшие сержанты Д. Чепусов и Е. Курочкин.
В 3 часа утра 4 июля 1944 года в районе Узляны полк немцев при поддержке миномётов и артиллерии пошёл в атаку на батарею с тыла. Батарея быстро заняла боевой порядок. Немцы пытались обойти её с флангов. Гвардии сержант Черняк с пулемётом занял позицию на левом фланге, прикрывая её. Немцы подошли к пулемётчику на 40 метров. Гвардии сержант Черняк начал бить их в упор. Десятки гитлеровцев были скошены отважным пулемётчиком. Немцы попытались окружить Черняка. Они стали заходить со всех сторон. Герой сражался один против 80 немцев. Он стрелял кругом, ловил на лету немецкие гранаты и бросал их в толпу врагов. Врагу не удалось обойти батарею с фланга. В результате боя гвардии сержант Черняк уничтожил до 150 немецких солдат и офицеров.
Все-таки группе фашистских солдат удалось подобраться к позициям артиллеристов на гранатный бросок. Один за другим грохнуло несколько взрывов. Был выведен из строя пулемёт, а самого Черняка оглушило, засыпало землей. Придя в себя, он бросился к орудию, где из всего расчёта на ногах оставался один Чепусов. Теперь они вдвоем били по пехоте, по пулемётам врага.
Почти три часа батарея Леонтюка сдерживала натиск фашистов. А когда утро уже разгоралось над Узлянами, пришла помощь — батарея самоходных орудий и мотострелковый батальон. Они и завершили разгром фашистской колонны. Пяти артиллеристам батареи было присвоено звание Героя Советского Союза: капитану А. Леонтюку, старшим сержантам Д. Чепусову и Е. Курочкину, младшему сержанту В. Токареву. Пятым был красноярец, сержант Афанасий Черняк.

## Награды и звания
- Звание Героя Советского Союза (22 августа 1944 года).
- Награждён орденом Ленина, медалями.

## Память
- Именем Черняка Афанасия Григорьевича названа улица в посёлка Камарчага.
- В Узлянах (Пуховичский район, Минская область) установлен мемориал на месте боя батареи капитана А. К. Леонтюка. За бой у деревни Узляны Пуховичского района все 49 бойцов 5-й батареи были отмечены орденами. Гвардии капитану Антону Леонтюку, старшине Афанасию Черняку, старшине Дмитрию Чепусову, старшине Ефрему Курочкину и младшему сержанту Василию Токареву (посмертно) присвоили звание Героев Советского Союза[1]. Их барельефы размещены на мемориале.

Мемориал на месте боя в Узлянах
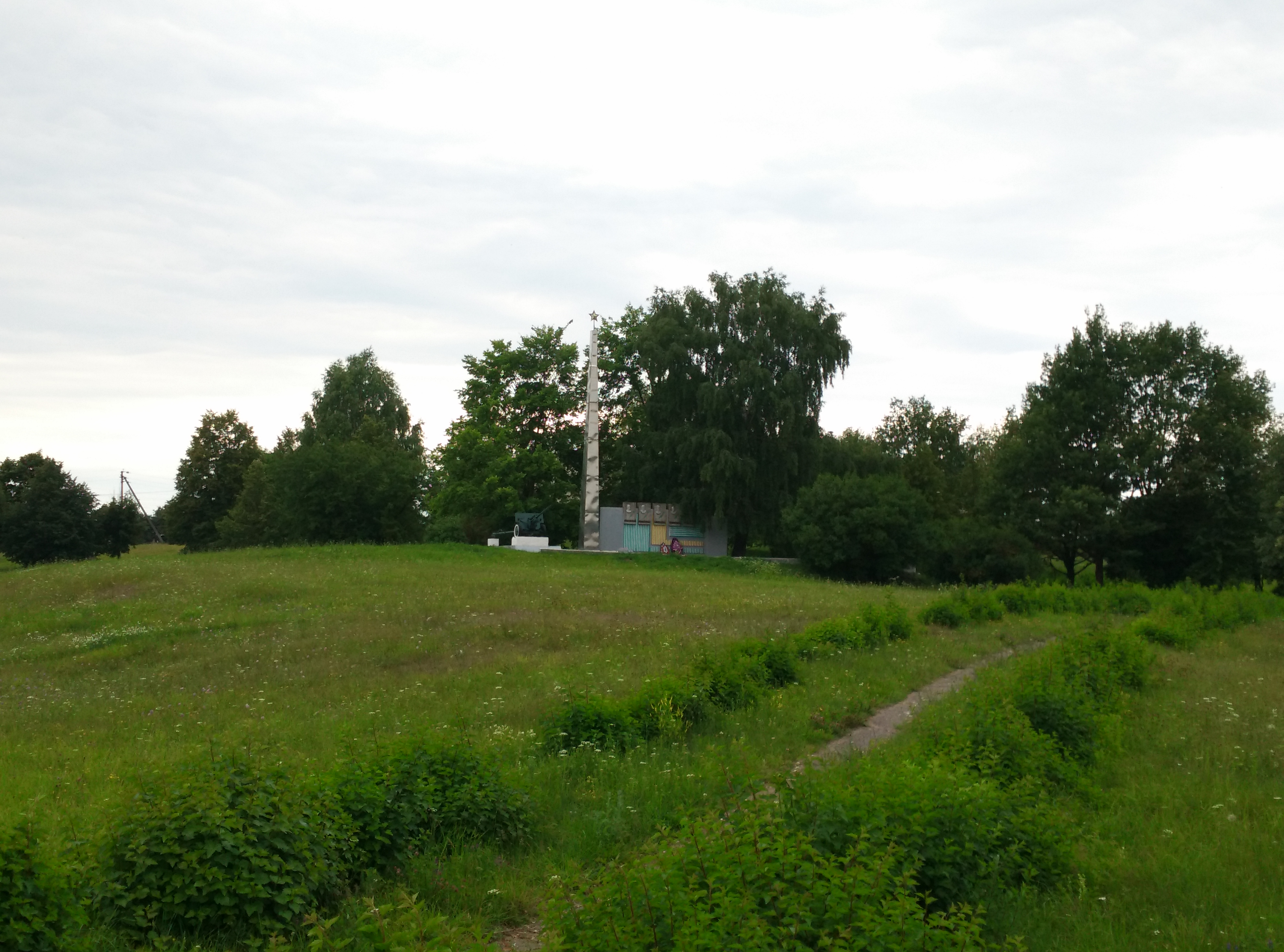
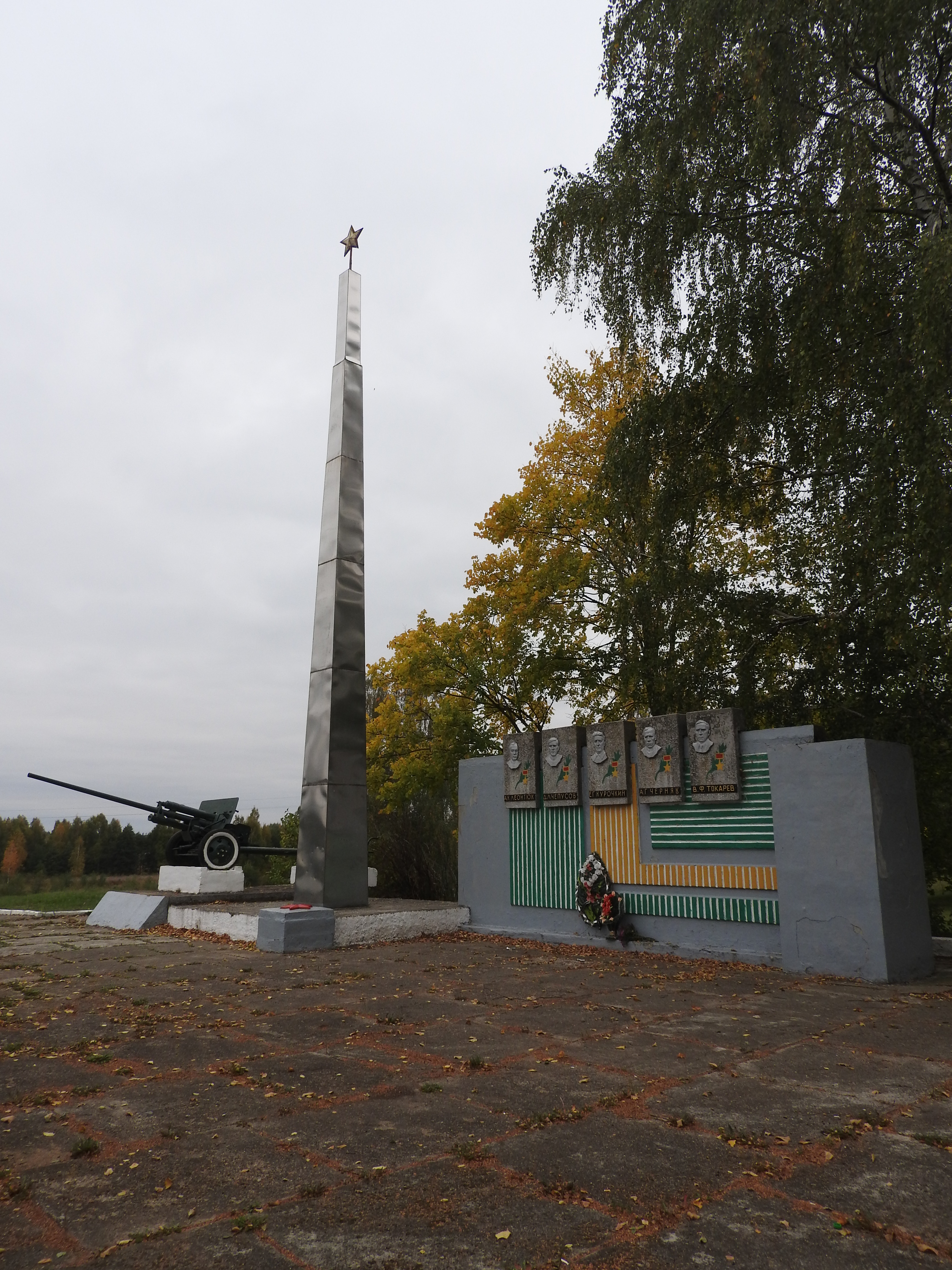
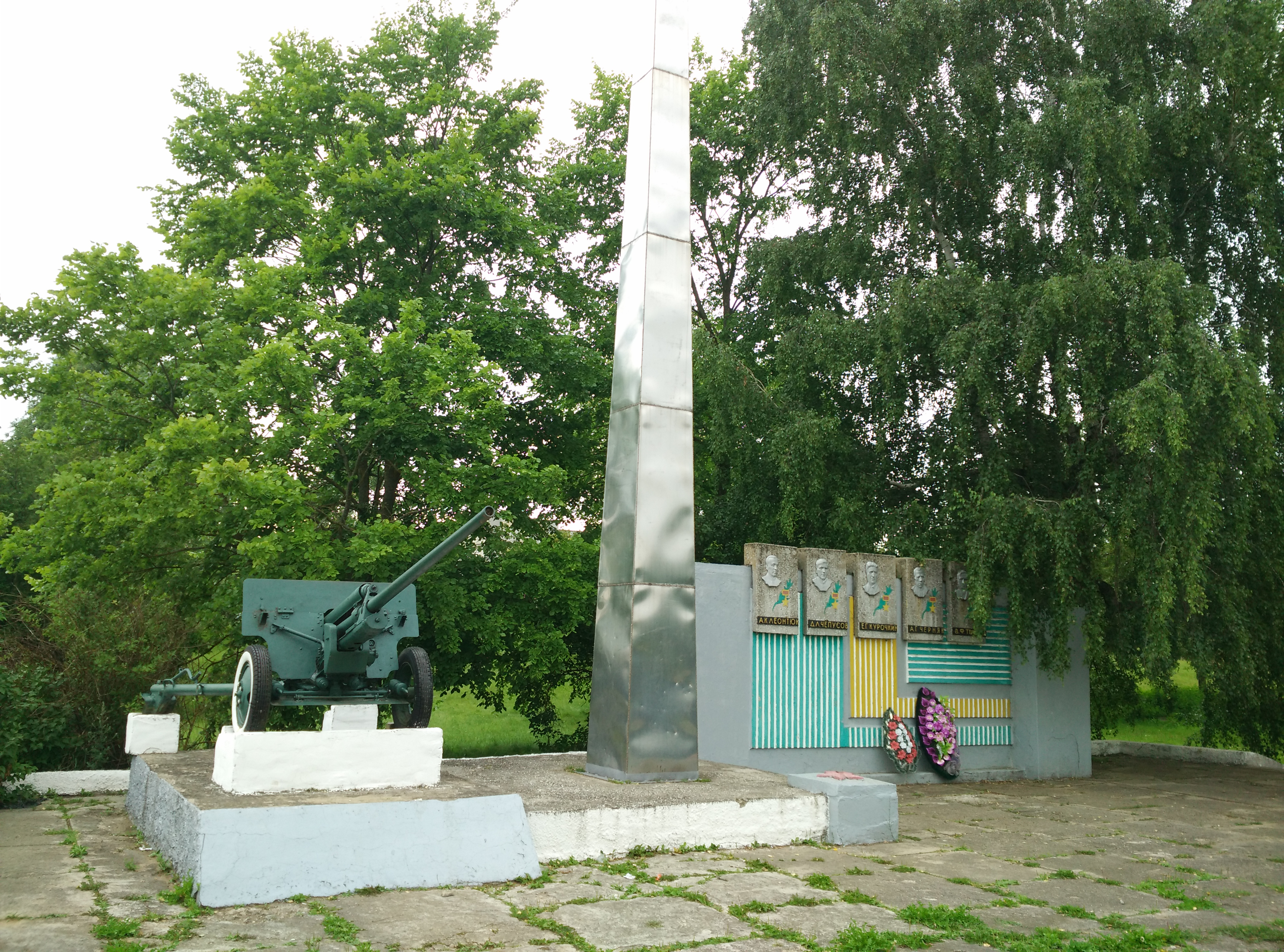
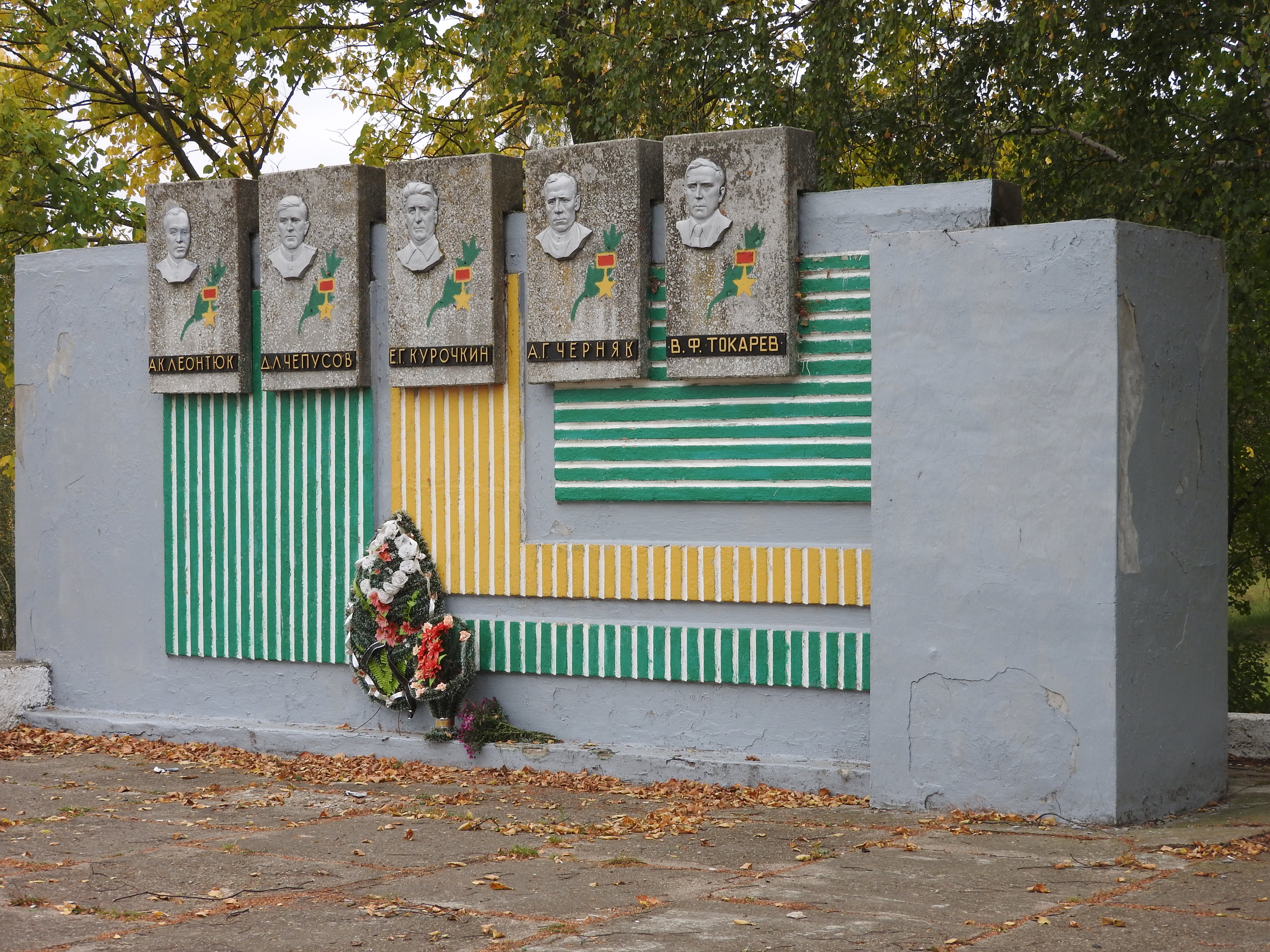
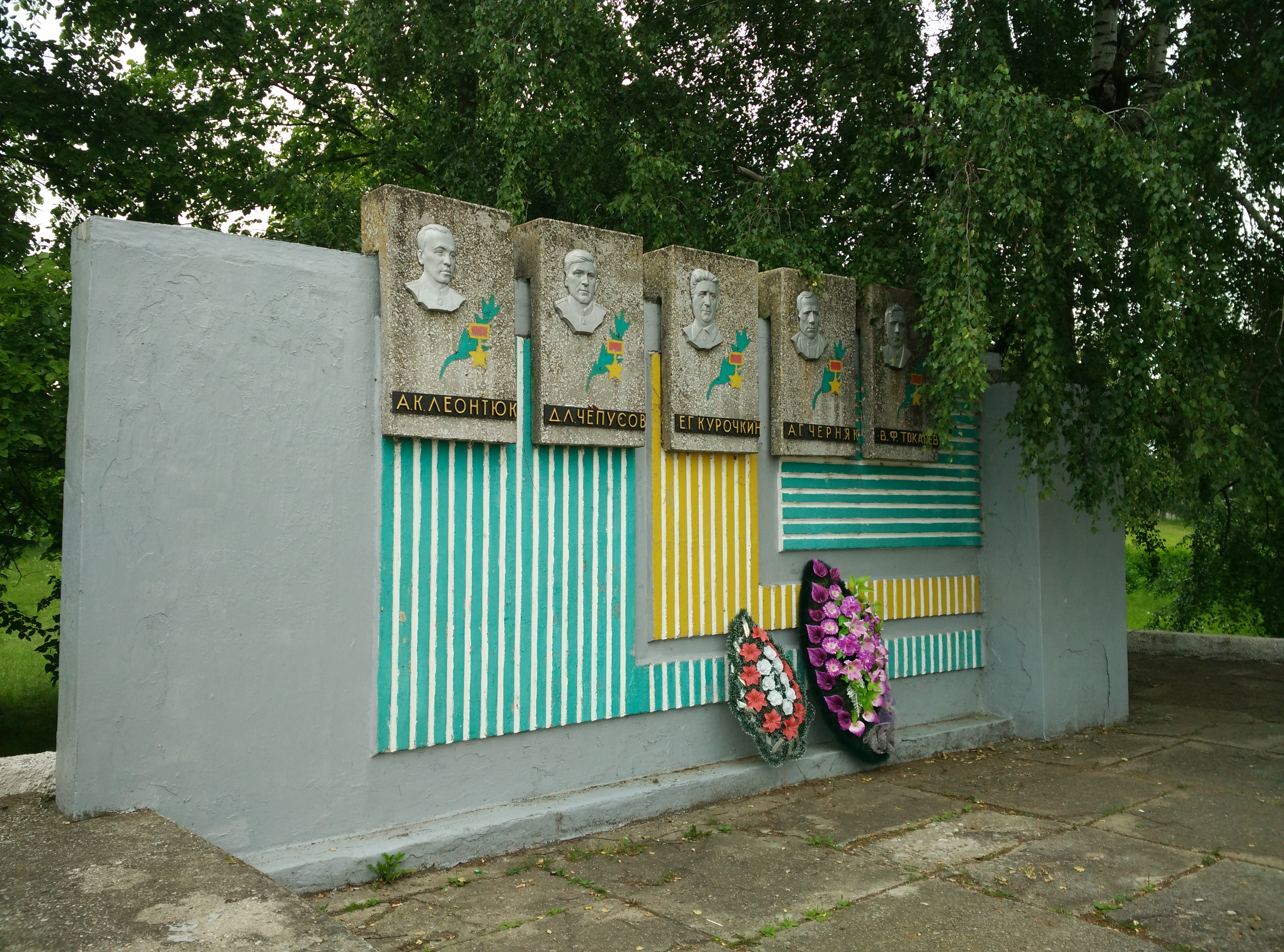